# 3GP
3GP é um formato de arquivo de vídeo definido pela Third Generation Partnership Project (3GPP), esse formato compactado permite seu uso em aparelho que possuem uma capacidade limitada de memória, sendo apropriado para uso em telefones celulares 3G, porém é usado em celulares de tecnologias GSM, CDMA e TDMA - Tecnologias 2G.
O 3GP se expandiu juntamente com FLV graças ao YouTube, marcas como Sharp, Motorola, Nokia, BenQ, Samsung, Panasonic e LG definiram-na como padrão para seus celulares e/ou Smartphones com câmeras. Apesar de ser um derivado do codec MPEG-4, 3GP ou 3G2, não possui a mesma qualidade em seus áudios.

## Software

### Reprodução
- MPlayer
- VLC media player
- Media Player Classic

### Codificacão/Decodificacão
- MEncoder
- FFmpeg